# Клопочин
Клопочин (укр. Клопочин) — село в Павловской сельской общине Владимирского района Волынской области Украины.
До 2020 года входило в Иваничевский район.
Код КОАТУУ — 0721187903. Население по переписи 2001 года составляет 329 человек. Почтовый индекс — 45343. Телефонный код — 3372. Занимает площадь 5,4 км².